# Annett Ledong

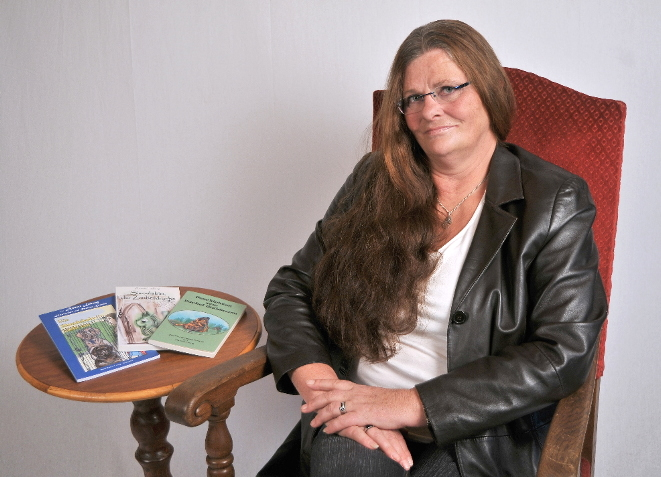
Annett Ledong in 2016

 Annett Ledong (* 1959 in Leipzig) ist eine deutsche Kinderbuchautorin.

## Leben
Nach Abschluss der polytechnischen Oberschule (POS) erwarb sie zunächst per Fernstudium ein Diplom als Wirtschaftsingenieur. Nach mehreren pädagogischen Lehrgängen sowie Praxis in Kindergarten und Erwachsenenbildung ist sie seit 2001 als Berufsschullehrerin tätig. Annett Ledong ist verwitwet und Mutter einer Tochter. Sie hat drei Enkelkinder. Seit 2015 schreibt sie  Kinderbücher und hat bisher fünfzehn veröffentlicht. Dazu kommen noch einige Kurzgeschichten.

## Werke
- Geschichten vom Dackel Waldmann. Kindergeschichten. 2015, ISBN 978-3943054699.
- Ein Hundebaby zieht ein. Peter Becker Verlag, Leipzig 2016.
- Das kleine Schlossgespenst. Peter Becker Verlag, Leipzig 2017.
- Weihnachten im Forsthaus. Peter Becker Verlag, Leipzig 2016.
- Die kleine Maus Pumpernickel. Kindle Edition, 2016.
- Die kleine Maus Pumpernickel. Lulu.com. 2020. ISBN 978-0-244-25650-0
- Simsalabim, der Zauberdrache. Die abenteuerliche Reise eines kleinen Zauberdrachens zur Seesterninsel. Kindle Edition, 2016.
- Ben und Benito. Eine Hundegeschichte in 12 Kapiteln. Kindle Edition, 2018.
- Ben und Benito. Eine Hundegeschichte in 12 Kapiteln. Lulu.com. 2020. ISBN 978-0-244-85709-7
- Der kleine Drache Simsalbim: Teil 2 Besuche bei Freunden  Kindle Edition, 2018.
- Der kleine Drache Simsalabim: Teil 3 Die Reise zu den Zauberwesen  Kindle Edition, 2018.
- Ein Wolkenschaf mit vielen ver … Kindle Edition, 2018
- Kurzgeschichten: Gute-Nacht-Geschichten, Vorlesegeschichten, Selbstlesegeschichten, Weihnachtsgeschichten, Traumgeschichten Kindle Edition, 2019
- Kurzgeschichten. Lulu.com. 2019. ISBN 978-0-244-25650-0
- Das Wolkenschaf Iante, Lulu.com, 2020 ISBN 978-0-244-85893-3
- Sarah und Johanna. Lulu.com. 2020. ISBN 978-0-244-25291-5
- Simsalabim, der Zauberdrache  Teil 1 – Teil 4. Lulu.com. 2019. ISBN 978-0-244-84521-6
- Du Mama, warum. Lulu.com. 2019. ISBN 978-0-244-54278-8
- Du Mama, warum Teil 2, Lulu.com 2021, ISBN 978-1-716-16492-7
- Simsalabim, der Zauberdrache Teil 5, Lulu.com 2021, ISBN 978-1-716-17618-0
- Tiere mit Berufen, Lulu.com 2021, ISBN 978-1-4717-7636-6